# Познай самого себя
Позна́й самого́ себя́ (лат. Nosce te ipsum или Temet nosce, др.-греч. Γνῶθι σεαυτόν) — античный афоризм, приписываемый Семи мудрецам, одна из самых важных Дельфийских максим — надписей на стене древнегреческого храма Аполлона в Дельфах, где находился Дельфийский оракул. Ошибочно приписывается древнегреческому философу Сократу, сделавшему это выражение весьма популярным, разъясняя его своим ученикам, широко используя в своих беседах и выступлениях.

## Авторство
По сведениям античных авторов, на стене храма Аполлона в Дельфах, где пророчествовала Пифия, было сделано несколько надписей-граффити. Одна из таких надписей гласила: «Познай самого себя». Автор этого высказывания неизвестен; античные источники приписывали его разным авторитетам древности. Чаще всего автором назывался один из семи мудрецов, например, Фалес из Милета или Хилон из Спарты, либо все семь мудрецов сразу.
Как сообщает философ Платон в своем диалоге «Протагор», это плод совместных раздумий «семи великих мудрецов» Древней Греции. Он пишет, что однажды Фалес, Питтак, Биант, Солон, Клеобул, Мисон и Хилон (VI в. до н. э.) собрались в храме Аполлона в Дельфах и в результате долгого диспута пришли к абсолютной, по их мнению, истине. Найденную истину — «познай самого себя» — они и написали на стене храма в Дельфах. Отсюда традиционное название этого тезиса — «заповедь Дельфийского оракула».
Философ Антисфен в сочинении «Преемства философов», напротив, называл автором фразы пифию Фемоно́ю, которая первой стала пророчествовать в стихах.
Вышеупомянутый древнегреческий философ Хилон эту же мысль развивал так: «Познай самого себя, и ты познаешь богов и вселенную»

## Интерпретация

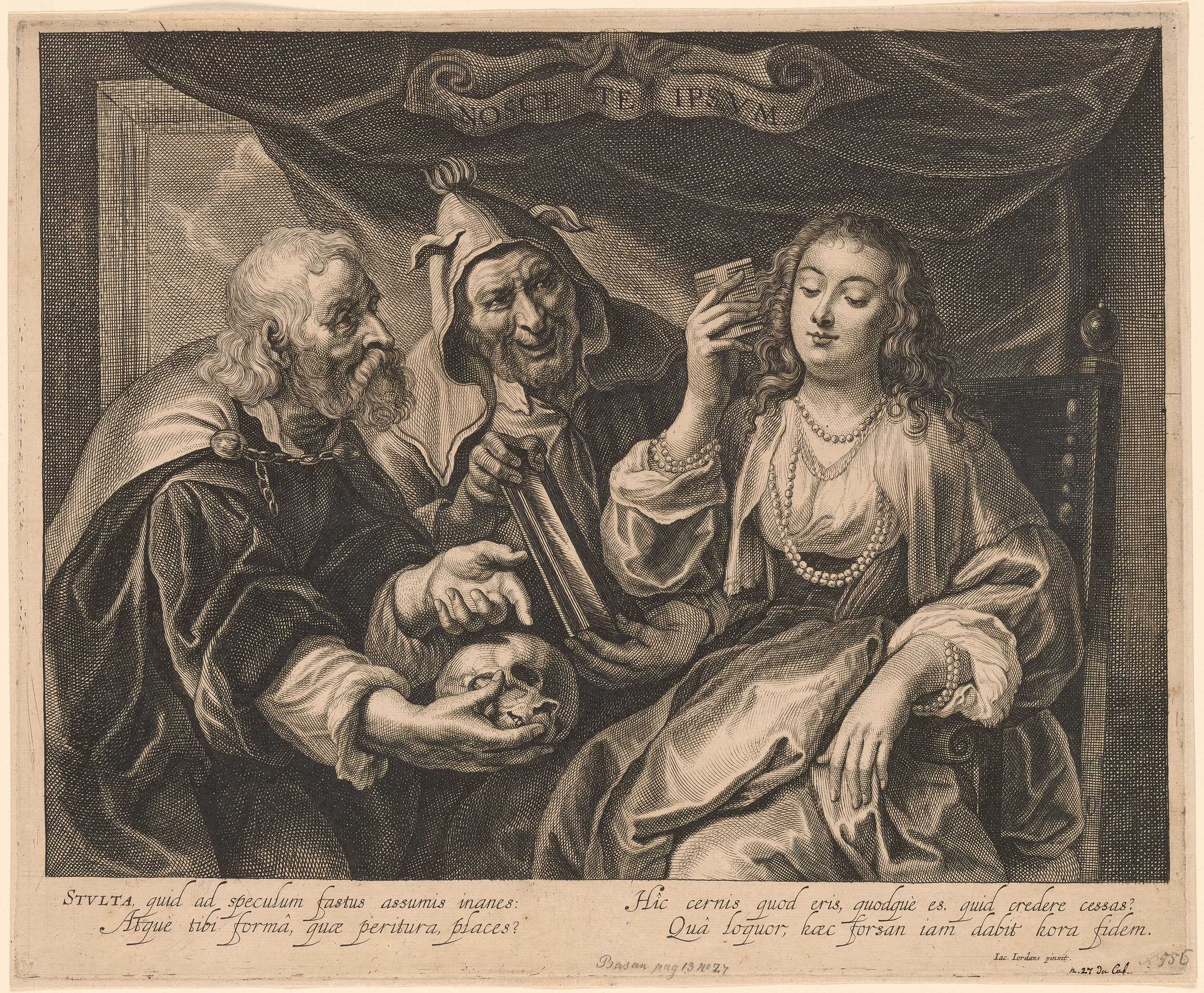
Nosce Te Ipsum (аллегория тщеславия) (1650) худ. Jacob Neefs (подражание сюжету Якоба Йорданса)

Смысл фразы оставался загадочным для современников и вызывал множество толкований. Так, в платоновском диалоге «Хармид» афинянин Критий высказывает мысль, что фраза «Познай самого себя», обращённая богом к посетителям храма, должна заменять собой обычное приветствие «Здравствуй»; бог, таким образом, считает самопознание более важной вещью, чем здоровье.
Особое значение фразе «Познай самого себя» придавал Сократ. В утраченном диалоге Аристотеля «О философии» сообщалось, что эта надпись, прочитанная в дельфийском храме, послужила толчком к философским занятиям Сократа. В диалогах Платона Сократ неоднократно обращается к этой теме. Рассуждения на тему «Познай самого себя» можно найти в диалогах «Хармид» (164D), «Алкивиад Первый» (124A, 129A, 132C), «Протагор» (343B), «Федр» (229E), «Филеб» (48C), «Законы» (923A) и др.

Особенно подробно тема самопознания обсуждается в диалоге «Алкивиад Первый». Здесь Сократ задаётся вопросом, что такое сам человек, и приходит к выводу, что человек есть не тело и не целое, состоящее из тела и души, но именно душа. Ход мыслей Сократа таков. Во всяком ремесле мастер и инструмент, которым он пользуется, не тождественны друг другу. Так, сапожник пользуется резаком, ножом и другими инструментами, значит, сам он не есть ни нож, ни резак, ни какой-либо из других инструментов. Но сапожник пользуется не только инструментами: он пользуется также своими руками, глазами и прочими частями тела; стало быть, он не есть также руки, глаза или какая-либо из этих частей. Но это ещё не всё: ведь человек пользуется не только руками и глазами, но и всем своим телом. Следовательно, человек и тело, которым он пользуется, не есть одно и то же. Что же такое сам человек? Сам человек, утверждает Сократ, есть именно то, что пользуется телом, а то, что пользуется телом, мы называем душой. Итак, человек есть душа, управляющая телом, как своим инструментом; а значит, Бог, призывающий его познать самого себя, призывает его познать свою душу.

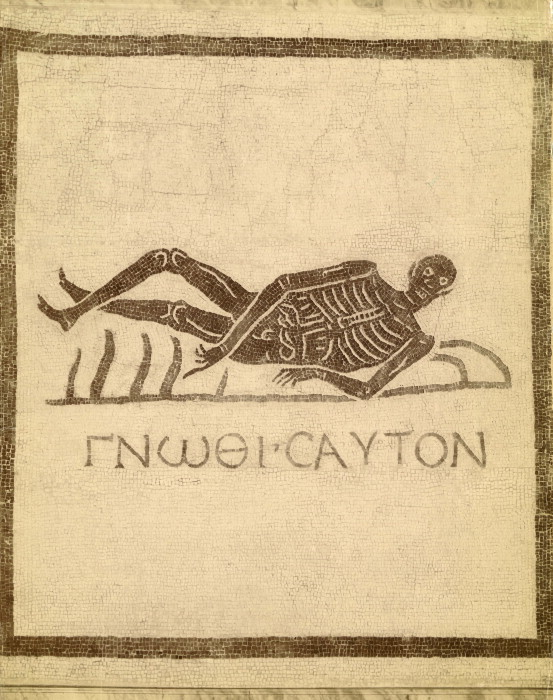
Древнеримская мозаика с греческой надписью Γνῶθι σεαυτόν